# Cacheu (região)
Cacheu é uma região da Guiné-Bissau. Atravessada pelo rio Cacheu, tem capital na cidade de mesmo nome. Possui 185.053 habitantes (2009), correspondente a 12,77% da população do país.

## História
Foi "a fonte principal do comércio de Cabo Verde", na terra firme da Guiné, "onde os navios portugueses vinham obter escravos e drogas da região", de acordo com Veríssimo Serrão («História de Portugal», v. V, p. 284), que acrescenta: "Havia a recear a ameaça dos franceses do Senegal que, por intermédio de  Bissau, pretendiam instalar-se na costa da Guiné". Portugal "teve de salvaguardar esse tráfico, maneira de garantir a ação dos missionários. Por mais, o régulo Bocampolco permitira em 1692 a fundação de uma capitania em Bissau, cujo terreno foi comprado em 1698 com a autorização do novo régulo Incinhate".
Em 1675 foi fundada a Companhia de Cacheu, "que a 19 de maio de 1676 viu os seus privilégios confirmados por seis anos. Tinha o direito de tráfico na costa da Guiné e no arquipélago de Cabo Verde, assim como de escravos para a Metrópole, os domínios do Ultramar e a América espanhola". Quinze anos mais tarde viria a ser refundada com a designação de "Companhia de Cacheu e Cabo Verde". A companhia tinha como primeira ocupação a escravatura. "Por não ter conseguido um largo apoio dos moradores de Cabo Verde e da Guiné, não tardou a Companhia em dar prejuízo", refere Veríssimo Serrão na mesma obra, "o que levou a Coroa em 1703 a não renovar o contrato". A falta de comércio levou ao abandono de Bissau em 1707, sendo o forte arrasado.

## Setores

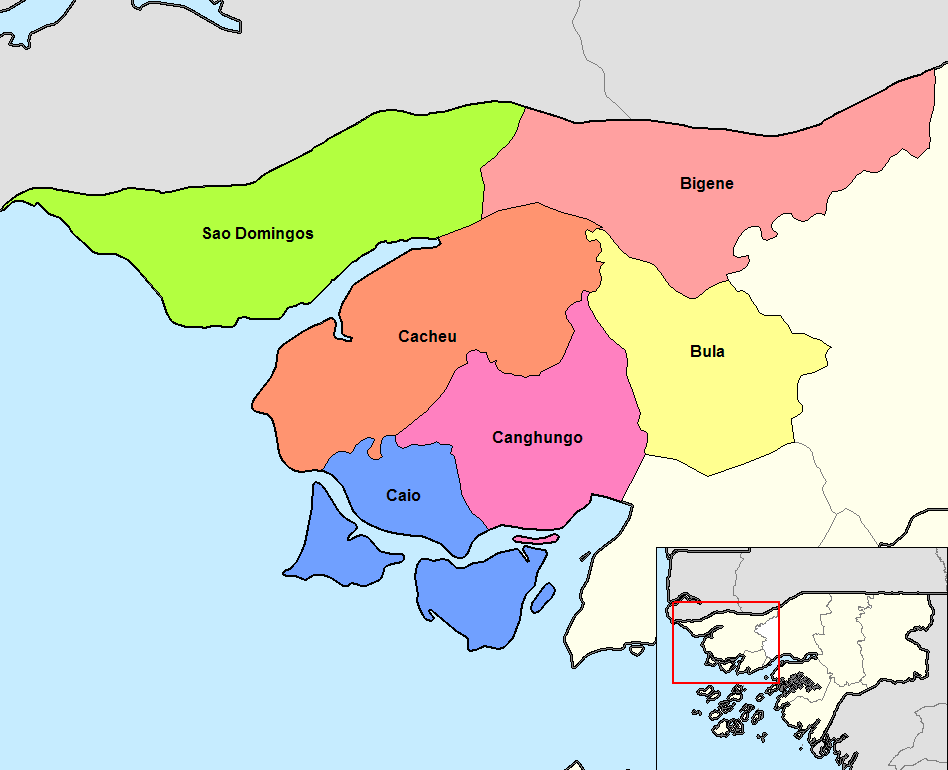
Setores de Cacheu.

Cacheu é dividida em 6 setores:
- Bigene
- Bula
- Cacheu
- Caió
- Canchungo
- São Domingos

## Demografia
| 1979   | 1991   | 2009   |
| 130227 | 146570 | 185053 |

## População por etnia e religião
Cacheu é maioritariamente habitada pelos Manjacos (36,8%), Balantas (28,8%) e Felupes (9,1%).

A maioria da população é animista (34,0%), seguida por cristãos (30,7%) e muçulmanos (14,8%).